# Natan Bartfeld
Natan Bartfeld (în rusă Натан Бартфельд; n. 11 iunie 1949, Otaci, raionul Ocnița, Republica Moldova – d. 14 aprilie 2021) a fost un arbitru de fotbal sovietic și moldovean, de asemenea, funcționar și inspector al FIFA și UEFA.

## Biografie
S-a născut în orașul Otaci, pe atunci centrul raional din RSS Moldovenească. În tinerețe, a practicat boxul, dar în cele din urmă a preferat fotbalul.
A jucat primul său meci ca arbitru în 1976, iar patru ani mai târziu, a debutat profesional. În decembrie 1986 a primit categoria de „arbitru unional”. A arbitrat peste 120 de meciuri în prima ligă și 17, în cea superioară, precum și în Cupa URSS. A participat ca inspector al FIFA și UEFA în aproximativ 100 de meciuri.
A lucrat ca șef al echipei FC Nistru. A condus, de asemenea, comitetul de arbitri al Federației Moldovenești de Fotbal. În 2009, a fost distins cu Ordinul de Onoare, pentru meritele aduse fotbalului moldovenesc.
În 2011 a publicat cartea Генералы футбольных полей („Generalii terenurilor de fotbal”)..
A fost prezentator în televiziunea moldovenească și rusă, conducând programele despre arbitrajul de fotbal: Под прицелом („Sub țintă”) și Свисток („Fluier”).